# Theme Hospital
Theme Hospital is een simulatiespel voor de pc, ontwikkeld door Bullfrog en uitgegeven door Electronic Arts in 1997.
De speler moet een ziekenhuis ontwerpen en besturen. Zoals de meeste spellen van Bullfrog bevat ook Theme Hospital een dosis "merkwaardige humor". Het spel heeft hetzelfde genre als het eerder uitgegeven Theme Park.

## Algemeen
Het spel speelt zich af in een nieuw, leeg ziekenhuis, dat door de speler gevuld moet worden met wachtkamers, operatiekamers en dergelijke, en personeel, met het doel patiënten aan te trekken. Deze betalen voor iedere behandeling die verricht wordt in het ziekenhuis. Hoewel de patiënten zelf niet direct te besturen zijn, is het wel mogelijk ze in grote lijnen te sturen door het ziekenhuis op bepaalde manieren in te richten. Het personeel kan wel verplaatst of ontslagen worden op ieder willekeurig moment.

## Gameplay
Om een goed draaiend ziekenhuis te krijgen, moeten er in Theme Hospital kamers (of faciliteiten) worden aangelegd. Met alleen operatiekamers en dergelijke ben je er nog niet; ook moet er personeel (artsen, zusters, conciërges en receptionistes) worden aangenomen. In elk level begin je met een leeg ziekenhuis. Van daaruit leg je eerst de nodige basisvoorzieningen aan, GP (General Practitioner) Offices, een receptiebalie, personeelskamers en toiletvoorzieningen. Naarmate je ziekenhuis groeit worden er meer en specialere voorzieningen van je verwacht. Zo bouw je een X-Ray clinic en Scanner Rooms. Aangezien patiënten eerst bij een GP binnenkomen, en daarna worden doorgestuurd, moet je ook wachtplekken creëren voor je patiënten, compleet met planten en een cola automaat. Denk erom, je hebt te maken met patiënten, en die zijn ziek, dus voor die patiënten moet je zorgen voor vuilnisbakken. Ook gebeurt het nog weleens dat patiënten zelfs deze discrete redmiddelen niet kunnen gebruiken. Een ploeg enthousiaste schoonmakers is dan ook een noodzakelijk onderdeel. Na verloop van tijd kan het aardig druk worden in je ziekenhuis, waardoor het personeel meer dan eens gestrest raakt. Ook kan je personeel het beu worden dat ze maar zo kort pauze hebben. In dat geval moeten ze een salarisverhoging krijgen of vervangen worden.
Zodra het ziekenhuis geopend wordt, beginnen patiënten te komen. Het aantal patiënten dat naar je ziekenhuis komt, wordt beïnvloed door de reputatie van je ziekenhuis en de prijzen die worden gevraagd voor de behandelingen. Deze patiënten moeten genezen worden, om geld te kunnen verdienen (waarmee het ziekenhuis draaiende kan worden gehouden, en het noodzakelijke onderzoek naar de meest bizarre medicijnen kan worden gefinancierd) en voor het vervullen van bepaalde doelen die gesteld worden. Door het bouwen van extra kamers zijn de patiënten, die allemaal lijden aan allerlei (humoristische) fictieve ziekten - zoals opgezwollen hoofden en onzichtbaarheid - te genezen. In latere niveaus van het spel komen ook epidemieën en rampen voor, waarin je in een afzienbare tijd een aantal patiënten moet genezen. Ook vinden dan soms aardbevingen plaats, die schade aan de apparatuur in het ziekenhuis veroorzaken.

## Andere versies
Er zijn verschillende pogingen gedaan om een opensourcekopie van het originele Theme Hospital te maken.

### CorsixTH
Op 24 juli 2009 is een project genaamd CorsixTH gestart, met als doel om een opensourceversie van Theme Hospital te maken dat op alle moderne computers kan draaien. CorsixTH is geschreven in C++ en Lua, met een sterke focus op het Lua gedeelte. CorsixTH is openbaar gemaakt onder de MIT-licentie. Beta 1, de eerste speelbare versie, werd op op 1 december 2009 voltooid. De recentste versie, Beta 8, werd op 24 september 2011 voltooid. In deze versie zijn de origineelste functies van het spel bijna geïmplementeerd, waarna de aandacht gericht zal worden op het oplossen van problemen en de uitbreiding van het aantal functies.

## Vervolg
In 2018 werd een spirituele opvolger van het spel uitgebracht genaamd Two Point Hospital. Dit vervolg werd uitgegeven door Two Point, een studio die werd opgericht door toenmalige Bullfrog werknemers Gary Carr en Mark Webley.